# Brandkatastrophe in Kočani 2025
Die Brandkatastrophe in Kočani 2025 ereignete sich am 16. März im Nachtclub Pulse in der Stadt Kočani in Nordmazedonien.

## Ereignis
Am 16. März 2025 um 2:35 Uhr besuchten etwa 500 Menschen ein Konzert des mazedonischen Hip-Hop-Duos DNK im Nachtclub Pulse in Kočani, obwohl nur 250 Tickets verkauft worden waren. Während ihres Auftritts wurden senkrecht funkelnde Feuerwerkskörper, sogenannte „Bühnenfontänen“, gezündet. Ihre Funken entzündeten brennbare Akustikschaumplatten, die über die Dachkonstruktion brannten und den gesamten Veranstaltungsort schnell in Flammen und giftigen Rauch hüllten.
Videos der Pyrotechnik und des anschließenden Brandes zeigten Löschversuche. Einige Besucher beobachteten die Brandbekämpfung, während andere evakuiert wurden. Eine Überlebende gab an, eine Gruppe von Jugendlichen angeschrien zu haben, die Disco zu verlassen, doch diese hätten sie ausgelacht. Überlebende berichteten von Gedränge, als die Menschen zu den Ausgängen des Clubs stürmten. Ein Überlebender berichtete, er sei nach einem Sturz die Treppe hinunter von der Menge niedergetrampelt worden. Ein Bandmitglied forderte die Menge während der Löscharbeiten zur Evakuierung auf und sagte: „Alle raus, wir kommen wieder.“ Einige der Opfer versuchten, durch die Toilette des Clubs zu fliehen, stießen jedoch auf vergitterte Fenster.
Der erste Notruf ging um 2:48 Uhr ein. Auch Feuerwehrleute aus umliegenden Städten wurden entsandt. Die Rettungsmaßnahmen wurden dadurch erschwert, dass Feuerwehrfahrzeuge den Nachtclub nicht erreichen konnten, da dieser in einem dicht besiedelten Viertel lag. Die Behörden brachten Dutzende Verletzte in die umliegenden Krankenhäuser in Štip, Kočani und Skopje. Bulgarien schickte das Militärflugzeug „Spartan“, um einige der Opfer in Krankenhäuser nach Sofia und Warna zu bringen.
Viele Menschen wurden in Kočani und anderen Städten im In- und Ausland ins Krankenhaus eingeliefert.
Es handelt sich um den tödlichsten Nachtclubbrand in Europa seit dem Bukarester Nachtclubbrand 2015 und den tödlichsten Brand in der Geschichte Nordmazedoniens. Landesweit wurden Mahnwachen und Gedenkveranstaltungen organisiert. Nach der Katastrophe kam es zu zahlreichen Antikorruptionsprotesten.

## Hintergrund
Der Nachtclub befand sich in einem Gebäude, das vorher als Teppichlager genutzt worden war. Lokale Reporter beschrieben ihn als „improvisierten Nachtclub“, der laut Behördenangaben keine Betriebsgenehmigung hatte. Allerdings war der Club bereits mehrere Jahre in Betrieb. Laut Innenminister Panče Toškovski war das Gebäude nur für die Leichtindustrie, nicht aber für die Gastronomie zugelassen, und es gab keinen schriftlichen Vertrag zwischen der Band und den Clubbesitzern. Ein Einwohner von Kočani, der 20 Jahre zuvor in der damals dort untergebrachten Textilfabrik gearbeitet hatte, äußerte sich verwirrt darüber, dass ein so kleines Gebäude 500 Personen Platz bieten konnte, und sagte, es habe „sehr niedrige Decken“.
Eine Inspektion nach dem Brand ergab Mängel an der Feuerlösch- und Beleuchtungsanlage des Gebäudes. Zudem gab es im Gebäude nur einen einzigen wirksamen Ausgang, da die Hintertür des Lokals verschlossen war. Diese Hintertür hatte innen auch keinen Griff, war mit Gipskartonplatten verkleidet und mit brennbarem Schallschutzmaterial ausgekleidet. Das Gebäude selbst bestand aus brennbaren Gipskartonplatten, hatte keine Feuermelder und nur einen einzigen Feuerlöscher. Es gab keine Notstromversorgung.

## Opfer

### Tote
Bei der Brandkatastrophe von Kočani wurden 62 Menschen im Alter zwischen 16 und 48 Jahren getötet und 193 teilweise schwer verletzt. Sechs der Opfer waren minderjährig.
Die Leiterin eines Krankenhauses in Kočani, Kristina Serafimovska, sagte, die meisten Toten hätten durch die Massenpanik der Menschen, die versuchten, aus dem Club zu fliehen, Verletzungen erlitten. Ein Krankenwagenfahrer in Kočani, Ilčo Gocevski, der den ganzen Tag über Opfer ins Krankenhaus brachte, starb am 17. März im Schlaf, nachdem er nach Hause zurückgekehrt war um sich auszuruhen. Er starb an einem durch Überanstrengung verursachten Herzinfarkt, nachdem er über Nacht elf Krankenhausfahrten absolviert hatte. Einer seiner Kollegen schrieb in den sozialen Medien einen Beitrag, in dem er mazedonische Krankenwagenfahrer als überarbeitet und unterbezahlt bezeichnete und Gocevskis Handeln lobte. Der mazedonische Gesundheitsminister Arben Taravari reagierte auf den Beitrag und versprach, die Arbeitsbedingungen und die Bezahlung von Krankenwagenfahrern zu verbessern, und erkläre, ihre Arbeit werde oft übersehen.
Andrej Gjorgjieski, einer der Leadsänger der Hip-Hop-Gruppe DNK, wurde ebenso für tot erklärt wie der Fotograf der Band Aleksandar Efremov, die Backgroundsängerin Sara Projkovska, der Schlagzeuger Gjorgji Gjorgiev und der Keyboarder Filip Stevanovski. Zeugenaussagen und seinem Manager zufolge kehrte der Leadsänger Andrej Gjorgieski zurück, um die Menschen im Club zu retten. Zwei weitere Bandmitglieder überlebten das erste Feuer, starben jedoch später am Nachmittag. Vladimir Blažev – Pančo, der zweite Leadsänger, erlitt Verbrennungen im Gesicht und an den Händen und erhielt eine Sauerstofftherapie. Er ist der einzige Überlebende der Band. 
Ein Polizist, der sich im Club befand und nach Drogen und Minderjährigen suchte, starb infolge des Brandes. Der Fußballspieler von KF Shkupi, Andrej Lazarov, erlitt beim Versuch, Clubgäste zu retten, eine Rauchvergiftung und Verbrennungen und starb kurze Zeit später im Krankenhaus. Anders als vorher angenommen, nahm Andrej Lazarov nicht am Konzert teil, sondern eilte zur Hilfe, als er vom Brand in der Stadt gehört hatte. Unter den Brandopfern waren auch Damjan Taneski, ein junger Fußballtorwart aus Štip, und Petar Ivanovski, ein Basketballspieler von Basket Dino Delicacies aus Kočani.

### Verletzte
Bis zu 193 Menschen wurden verletzt, darunter 20 Minderjährige. Mindestens 72 Menschen wurden in Nordmazedonien ins Krankenhaus eingeliefert, während 101 weitere nachweislich zur Behandlung ins Ausland gebracht wurden. Einige von ihnen wurden in die Krankenhäuser von Kočani und Štip eingeliefert. Darüber hinaus wurden einige in die Krankenhäuser von Skopje transportiert. Darunter waren 17 Menschen mit schweren Verbrennungen, die in das KrankenhausSveti Naum von Ohrid gebracht wurden, 49 in das Klinikzentrum von Skopje und 18 in das Allgemeine Krankenhaus „8. September“, von denen sich zwei in kritischem Zustand befanden. Das regionale Krankenhaus von Kočani war für den Zustrom von Opfern völlig unzureichend ausgestattet und verfügte nur über zwei Krankenwagen und einen Kleinbus mit einem Bett. Radio Kočani berichtete, dass die Verletzten auf der Straße liegen gelassen wurden, da es nicht genügend Rettungsfahrzeuge gab, um sie alle zu transportieren. Einige der Opfer wurden von umstehenden Zivilisten ins Krankenhaus gebracht. Der Bruder eines Opfers gab an, dass in den Krankenhausfluren Leichen lagen und er über sie hinwegsteigen musste, um nach seiner verletzten Schwester zu sehen.
Aufgrund der Schwere der Verletzungen infolge von Verbrennungen und Rauchvergiftung wurden einige der Verletzten in Spezialeinheiten von Krankenhäusern und Kliniken in Skopje und Štip verlegt. Bis zum 17. März wurden alle verbleibenden Patienten des Allgemeinkrankenhauses Kočani in Kliniken in Skopje verlegt. Da die an der Decke des Nachtclubs angebrachten Trockenbauwände Asbest enthielten, wies Gesundheitsminister Taravari die Verletzten und alle anderen Personen am Brandort an, einen Arzt aufzusuchen, da sie möglicherweise Asbest eingeatmet haben. Dr. Bojan Trajkovski sagte, dass alle Personen, die sich im Nachtclub aufhielten, lebenslang auf Anzeichen von Mesotheliom überwacht werden sollten.
Am 16. und 17. März wurden einige der Schwerverletzten in Krankenhäuser im Ausland verlegt; neun Patienten wurden in die Türkei transportiert (drei nach Istanbul und sechs nach Ankara), 14 Patienten nach Bulgarien (acht nach Sofia und jeweils drei nach Varna und Plovdiv). Fünf Personen wurden nach Thessaloniki, Griechenland, verlegt. 29 der Verletzten wurden in vier verschiedene Krankenhäuser in Serbien eingeliefert (Militärmedizinische Akademie und Klinikzentrum Serbiens in Belgrad, Militärkrankenhaus Niš und Klinikzentrum Niš). Vier Patienten wurden nach Litauen und jeweils zwei nach Budapest (Ungarn) und Wien (Österreich) gebracht. Am 18. März wurden zwei Patienten zur weiteren Behandlung nach Zagreb (Kroatien) transportiert. Vier Verletzte wurden mit einem Sonderflug der italienischen Luftwaffe, der in Mailand landete, in italienische Krankenhäuser transportiert.
Am Abend des 17. März besuchte der serbische Präsident Aleksandar Vučić gemeinsam mit Gesundheitsminister Zlatibor Lončar und elf Fotojournalisten die Verletzten im Klinikzentrum Serbiens in Belgrad. Bürger Nordmazedoniens und Serbiens warfen Vučić in den sozialen Medien vor, die Gelegenheit für PR und politisches Geplänkel zu nutzen. Vučić wurde fotografiert, als er einen Patienten mit bloßen Händen berührte und nahm später seine medizinische Maske ab, während er vor einem Patienten mit der Presse sprach. Auch der mazedonische Premierminister Hristijan Mickoski besuchte in Begleitung mehrerer Beamter am Abend des 17. und erneut am 18. März Verletzte in den Krankenhäusern von Skopje, ohne dass deren Familien sie besuchen durften und ohne alle erforderlichen Sicherheitsvorkehrungen. Ein Mann in Mickoskis Begleitung wurde ohne Maske gesehen.

### Internationale Hilfe

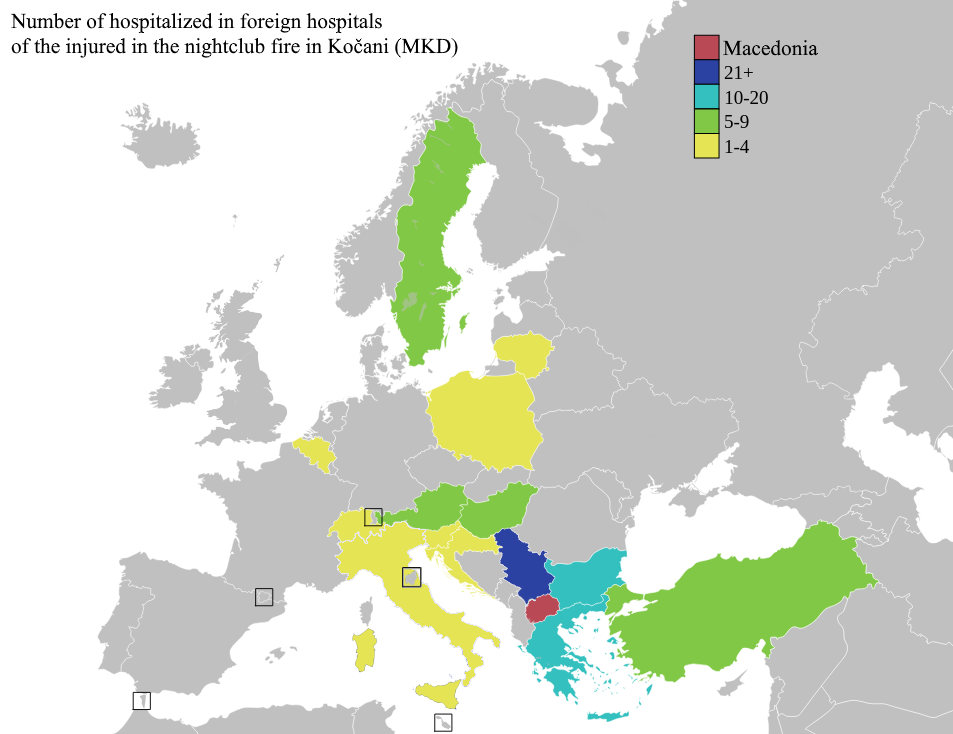
Anzahl der internationalen Krankenhauseinweisungen aufgrund des Brandes im Nachtclub Pulse in Kočani

Als Reaktion auf die Katastrophe aktivierte die Europäische Union ihren Katastrophenschutzmechanismus und koordinierte die Evakuierung per Luftfracht. Am 16. März entsandte Bulgarien ein Militärflugzeug vom Typ Alenia C-27J Spartan, um acht der Schwerverletzten in das Pirogow-Krankenhaus in Sofia und die Militärmedizinische Akademie in Warna zu transportieren. Sechs weitere wurden mit Krankenwagen nach Sofia und Plowdiw transportiert. Die Direktorin des Pirogov-Krankenhauses sagte, sie rechne mit einem weiteren Anstieg der Todeszahlen, da sich alle Brandopfer in einem „sehr schlechten Zustand“ befänden und Verbrennungen der Atemwege erlitten hätten. Am 18. März wurde ein weiterer Patient zur Behandlung ins Pirogow-Krankenhaus eingeliefert, und den mazedonischen Behörden wurde angeboten, zehn weitere Personen zur Behandlung aufzunehmen. Am selben Tag organisierten das Bulgarische Rote Kreuz, das Pirogow-Krankenhaus und das Nationale Zentrum für Transfusionshämatologie eine Blutspendeaktion für die Verletzten in Bulgarien, unterstützt von der Militärmedizinischen Akademie. Bis zum 19. März spendeten mehr als 600 Bulgaren in drei Städten Blut für die Brandopfer.
Am 16. März entsandte Serbien eine CASA C-295 der serbischen Luftwaffe, um zwölf der Schwerverletzten abzuholen. Diese wurden zur Militärmedizinischen Akademie und zum Klinikzentrum Serbiens transportiert. Zusätzlich entsandte Serbien fünf Krankenwagen mit 14 medizinischen Kräften, um überfüllte Krankenhäuser in Nordmazedonien zu unterstützen. Zwei Krankenwagen brachten zwei der Schwerverletzten nach Niš, wo sie in das Klinikzentrum von Niš und das Militärkrankenhaus Niš eingeliefert wurden. Drei weitere Krankenwagen fuhren nach Belgrad, wo drei weitere Verletzte in die Militärmedizinische Akademie und das Klinikzentrum Serbiens eingeliefert wurden. Goran Rondović, Anästhesist der Militärmedizinischen Akademie, sagte, der Zustand der beiden aufgenommenen Patienten sei zwar kritisch, aber stabil. Von zehn Patienten, die zur Militärmedizinischen Akademie transportiert wurden, befanden sich sechs auf der Intensivstation und vier wurden rekonstruktiv operiert. Seit dem 19. März werden 30 der Schwerstverletzten in serbischen Krankenhäusern behandelt und sowohl per Luft- als auch per Bodentransport transportiert.
Eine für medizinische Missionen konfigurierte C-27J Spartan der rumänischen Luftwaffe startete am 17. März von Otopeni aus zu einer humanitären Mission. Ziel war der Transport von vier Patienten mit Verbrennungen aus Skopje in ein Krankenhaus im litauischen Vilnius. Unter ihnen befand sich Aleksandar Karadakoski, der Inhaber des Nachtclubs. Drei weitere Opfer wurden in die Türkei und drei nach Griechenland transportiert. In den Niederlanden verpflichteten sich Verbrennungszentren in Groningen, Beverwijk und Rotterdam, den Opfern medizinische Hilfe und Unterkunft zu bieten. Slowenien entsandte ein Militärflugzeug, um zwei Brandverletzte zum Universitätsklinikum Ljubljana zu transportieren, zwei weitere wurden zum Universitätsklinikum Maribor transportiert. Am 17. März transportierte eine C-130 der griechischen Luftwaffe drei Schwerverletzte auf der Intensivstation in ein Militärkrankenhaus in Athen. Laut dem griechischen Gesundheitsminister Adonis Georgiadis wurden drei Krankenhäuser in Athen und eines in Thessaloniki in erhöhte Alarmbereitschaft versetzt. Am selben Tag fanden drei Flüge vom Luftwaffenstützpunkt Vogler nach Skopje mit einer Medevac C-130 Hercules der österreichischen Luftwaffe zu Krankenhäusern in Graz und Wien statt.
Der kroatische Premierminister Andrej Plenković kündigte am 17. März an, dass zwei Hubschrauber der kroatischen Armee am 19. März vier der Verletzten zur Behandlung nach Kroatien transportieren würden. Am 17. März kündigte Tschechien die Entsendung von zehn Militärärzten des Zentralen Militärkrankenhauses nach Nordmazedonien an, nachdem Nordmazedonien um Unterstützung gebeten hatte. Am 18. März kündigte Polen an, zwei Verletzte im Ostzentrum für Verbrennungsbehandlung und rekonstruktive Chirurgie in Łęczna zu versorgen. Der Transport der Patienten werde von der polnischen medizinischen Luftrettung durchgeführt. Belgien entsandte am 19. März sein belgisches Erste-Hilfe- und Unterstützungsteam (B-FAST) zur medizinischen Notversorgung der Brandopfer und nahm vier Patienten mit. Am 20. März wurden drei weitere Brandopfer in das Başakşehir Çam und Sakura City Hospital in Istanbul geflogen. Am 20. März kündigte Spanien an, sieben der Opfer in Madrid zu behandeln. Fünf wurden in das Hospital Universitario La Paz und zwei in das Universitätsklinikum Getafe gebracht. Am selben Tag transportierte der Gemeinsame Sanitätsdienst der norwegischen Streitkräfte sieben Patienten zur Krankenhausbehandlung in einem von Scandinavian Airlines beschlagnahmten Flugzeug nach Spanien.